# Imala (prénom)
Pour les articles homonymes, voir Imala (homonymie).
Imala est un prénom féminin.

## Sens et origine du prénom
- Variante graphique d’Emathla, nom d'origine nord-amérindienne, du creek Emarv (prononcé /iˈmaː.ɬa/).
- Nom qui signifierait « obstinée » ou « celle qui met en application la discipline »[réf. nécessaire].
- Nom d'origine japonaise et signifierait le « lutin mystérieux »[réf. nécessaire].
- Nom de personnage dans le cycle de science-fiction Cycle d'Ender[1].

## Fréquence
- Prénom très peu usité aux États-Unis[2].
- Prénom très rare en France, qui a été donné pour la première fois en 1986 et 12 fois au total durant le XXe siècle. Son occurrence est en croissance depuis 2000 bien qu'encore très faible : inférieure à 5 par an[3].